# José Antonio Aguirre
Pour les articles homonymes, voir Jose Antonio Aguirre (boxe anglaise), José Aguirre et Aguirre.
 (juin 2018).
Si vous disposez d'ouvrages ou d'articles de référence ou si vous connaissez des sites web de qualité traitant du thème abordé ici, merci de compléter l'article en donnant les références utiles à sa vérifiabilité et en les liant à la section « Notes et références ».
José Antonio Aguirre y Lecube, né à Bilbao le 6 mars 1904 et mort à Paris le 22 mars 1960, est un homme politique espagnol, figure politique au Pays basque.
Responsable du Parti nationaliste basque (EAJ/PNV), il est élu député espagnol en 1931. Il est président du gouvernement autonome du Pays basque espagnol (lehendakari) pendant la guerre d'Espagne puis en exil.

## Guerre d'Espagne

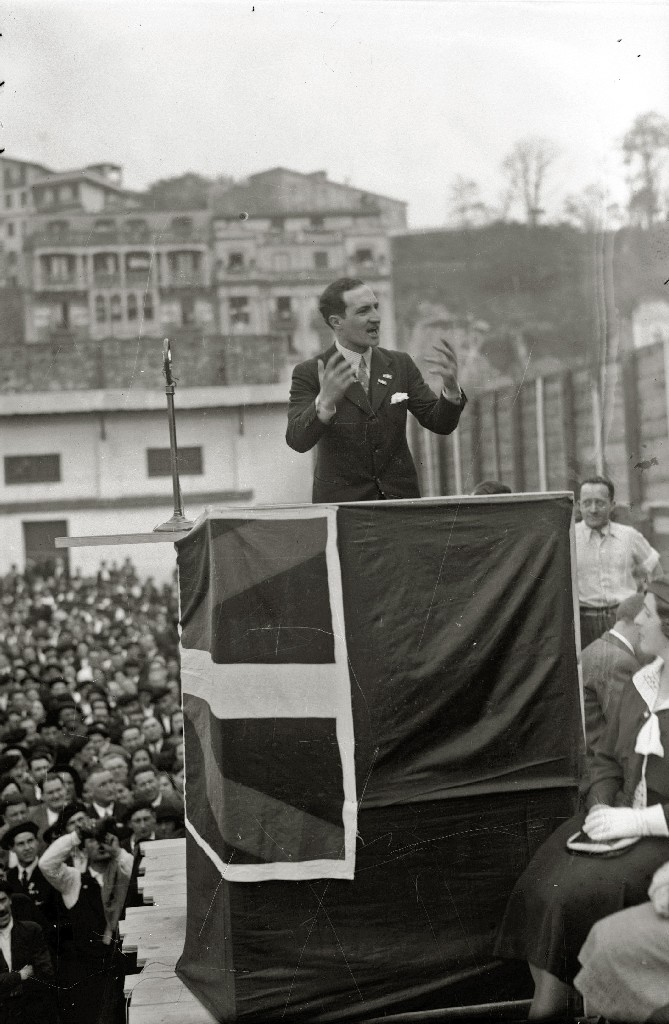
Jose Antonio Agirre Lekube, 1933.

Demeuré fidèle à la Seconde République espagnole, Aguirre savait que le futur d'Euzkadi dépendait d’une victoire de la démocratie. Attitude d'autant plus méritante et courageuse que, en tant que président de l'Action Catholique d'Espagne, ses convictions religieuses auraient pu le rapprocher du camp franquiste, comme l'y incitait la faction la plus conservatrice du PNV. En Euzkadi, il forma un gouvernement et constitua une armée comprenant des nationalistes basques, des républicains, des socialistes (PSOE), des communistes (PCE), des anarchistes et autres. Mal armée et à peine entraînée, l’armée basque ou Euzko gudarostea, parvint à mobiliser plus de 100 000 hommes dont le plus grand désavantage était l’absence d’artillerie lourde et d’aviation. Malgré des appels désespérés à ses alliés Indalecio Prieto (ministre de la guerre) et Manuel Azaña (président de la République), le gouvernement républicain ne lui fournit qu'un équipement militaire restreint. Une délégation fut même envoyée à Paris, en décembre 1936, auprès du Président du conseil Léon Blum, afin d'obtenir de la France la vente de matériel de guerre. La réponse du leader socialiste, tenu par les engagements du Pacte de non intervention, fut négative. Seule une opération audacieuse, coordonnée par Lezo Urreztieta et Telesforo Monzón, permit d'acquérir des armes en Tchécoslovaquie puis de les acheminer jusqu'à Bilbao, via l'Allemagne, au nez et à la barbe des autorités nazies. 
Les historiens conviennent que la situation laissait peu d'espoir aux Basques face à l'encerclement de la Biscaye. Durant toute la durée de son gouvernement, Jose-Antonio Aguirre veilla à ce qu'aucune exaction ne soit commise contre les franquistes détenus en Euzkadi. Une émeute populaire ayant attaqué la prison de Larrinaga, à Bilbao, à la suite d'un bombardement de l'aviation rebelle, il fit aussitôt retirer du front un bataillon PNV pour rétablir l'ordre, le détachement socialiste chargé de garder la prison ayant laisser pénétrer la foule venue massacrer les prisonniers. Contrairement aux injonctions de ses alliés de la gauche espagnole, au moment d'évacuer sa capitale, il donna l'ordre de livrer intact le parc industriel de la ria de Bilbao afin de ne pas aggraver la misère de la population civile. 
Le 19 juin 1937, après avoir percé la "Ceinture de fer" grâce à la trahison de son concepteur, l’ingénieur Goicoechea, les troupes franquistes faisaient leur entrée triomphale dans Bilbao. Aguirre avait transféré son gouvernement à Trucios avant de poursuivre sa course vers Santander, puis de rejoindre la Catalogne, où il continua de combattre avec ses hommes aux côtés de la République. Au même moment, à l'insu probable d'Aguirre, le leader PNV Juan de Ajuriaguerra négocia une reddition à Santoña (maintenant en Cantabrie) avec les Italiens du général Roatta (pacte de Santoña), obtenue par l'entremise du Vatican. Furieux, Franco rompit l'accord sine die. Profitant de ce désarroi, quelques officiers de Euzkal Gudarostea proclamèrent alors la « République indépendante d'Euzkadi », dite « République de Santona ». Une fois faits prisonniers, ils furent tous exécutés sur ordre de Franco. À la fin de la guerre d'Espagne, les événements ayant pris le dessus, le Lehendakari se réfugia en France fin janvier 1939, jusqu'à l'invasion allemande, dix-huit mois plus tard. Poursuivi par des agents pro-franquistes, il fut contraint à un exil incessant qui le conduisit de Paris à New York en passant par Bruxelles, Berlin, Rio, Buenos Aires et Montevideo.

## En exil

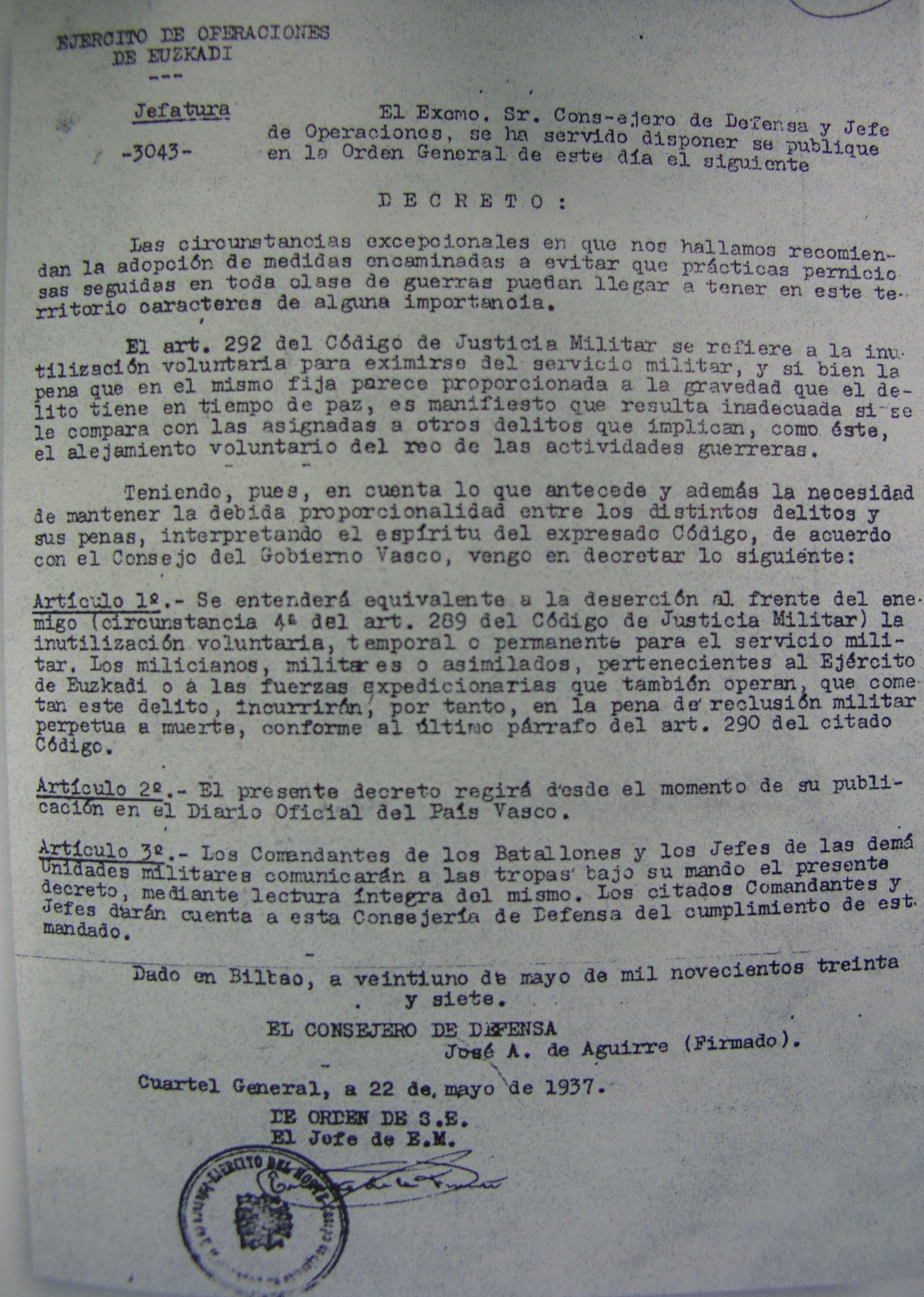
Document signé par Aguirre en 1937.

Durant la Seconde Guerre mondiale, Aguirre s'est d’abord installé en France, où il organisa des camps d'entraînements et des services de renseignements anti-nazis, qu'il dirigea personnellement. Il se trouvait en Belgique quand Hitler occupa ce pays et c'est ainsi qu’il commença sa fuite vers Berlin sous une fausse identité. Sous la protection d’un ambassadeur panaméen, il atteint la Suède et, déjouant les services secrets allemands, il parvint à  Rio de Janeiro à bord du Vasaholm, le 27 août 1941. La douane brésilienne enregistra l'arrivée d'un citoyen panaméen, le docteur José Álvarez Lastra et d'une vénézuélienne, María de Arrigorriaga, accompagnés de leurs enfants, José et Gloria. Personne ne suspecta qu’il s'agissait de José Antonio Aguirre, de son épouse María Zabala, de leur fils Joseba et de leur fille Aintzane.
Un mois plus tard, sa vraie identité étant sur le point d'être découverte, il écrivit à Ramón María de Aldasoro, son ministre de l’intendance et du commerce au sein du Gouvernement basque, responsable de la délégation d’Euzkadi à Buenos Aires, pour lui demander son aide. Cette délégation était composée d'Isaac López Mendizabal, Santiago Cunchillos et de Pablo Artzanko, arrivés en Amérique fin novembre 1938. Mais les efforts d'Aldasoro restèrent vains face à un gouvernement argentin sympathisant avec le nouvel ordre européen.
Voyant ce qui se tramait, Aguirre passa en Uruguay où le chef de l'État, le général Alfredo Baldomir, était disposé à le recevoir avec les honneurs dus à son rang. Six hommes sensibilisèrent les personnalités politiques du pays, d'abord pour garantir la sécurité personnelle d'Aguirre, mais aussi pour éveiller la conscience d’une importante diaspora basque inerte face à la propagande de Franco. Après arrangements, l’annonce publique de l’arrivée du Lehendakari fut décidée, et, le 8 octobre 1941, la presse de Montevideo annonçait  l'arrivée d'Aguirre en Uruguay, assortie d'une élogieuse biographie. Une délégation officielle, formée par des représentants du Congrès d'origine basque, Julio Iturbide et Juan Domingo Uriarte, fut chargée de le rejoindre au Brésil, dans la province du Rio Grande do Sul, puis de l’accompagner durant la dernière étape de son voyage.

## L’exil après de la Seconde Guerre mondiale

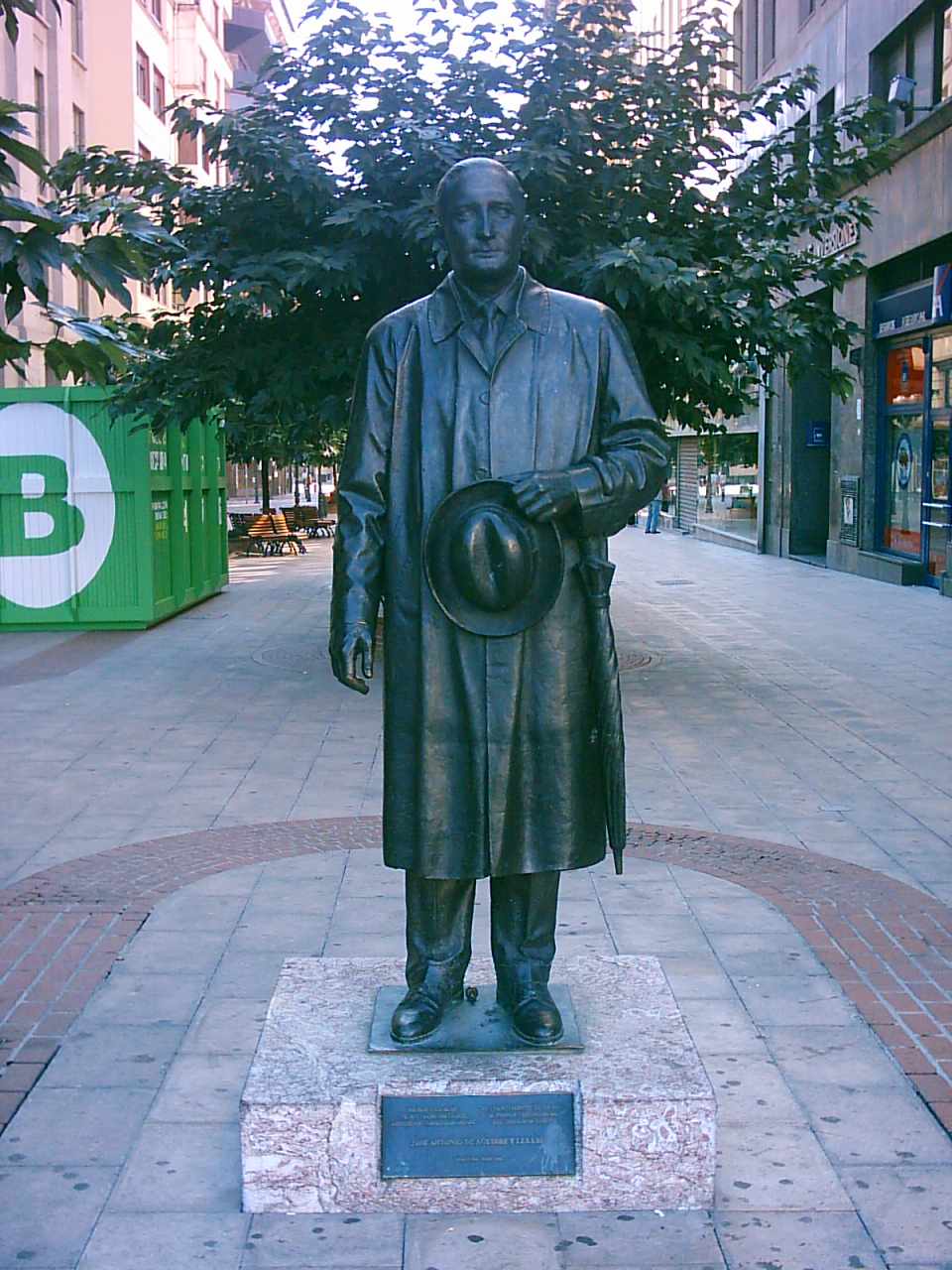
Statue de José Antonio Aguirre à Bilbao.

Sa véritable identité ayant été rétablie, un visa en poche, il partit pour New York, où il enseigna, sous la protection de la communauté basque aux États-Unis, comme professeur à l’université Columbia. Quand les États-Unis se rapprochèrent de Franco, à partir de 1952, il repartit en France, où le gouvernement basque en exil venait de s'installer, à Paris, rue Singer. Confisqué par les autorités de Vichy, l'ancien siège de la délégation d'Euzkadi, entre 1936 et 1940, un imposant hôtel particulier situé avenue Marceau (acheté par le PNV), n'avait pu être récupéré à la Libération, du fait qu'il avait été acquis au nom de la République espagnole. Au terme d'une longue procédure judiciaire, gain de cause fut accordé au gouvernement espagnol, qui conserva l'édifice, aujourd'hui transformé en Institut Cervantes de Paris. 
Dès le retour de la démocratie, en 1977, les autorités de Madrid ont dit qu'elles restitueraient son bien au gouvernement basque. Les tractations durent toujours. Juste après la guerre, alors que l'écrivain Marc Légasse jetait les prémices d'un mouvement abertzale (patriotique) en Pays basque français, Aguirre lui demanda de prendre garde à ne pas brouiller les relations entre le nationalisme basque en exil et le gouvernement français. Une entrevue entre les deux hommes eut lieu chez Marc Légasse, à Sare, en 1952, sans qu'ils trouvent un accord.
Président du gouvernement basque en exil, leader du PNV, Aguirre persista à défendre la cause d'Euzkadi sur le plan international. L'unique représentant de la République espagnole aux Nations unies, Jesús de Galíndez, était lui-même basque. Il décédera dans des conditions mystérieuses au moment de l’entrée de l'Espagne franquiste aux Nations unies. Persuadé qu'il conserverait le soutien des États-Unis, entretenant l'espoir que les démocraties occidentales favoriseraient la chute d'un régime installé par Hitler et Mussoilini, Aguirre décida de mettre l'important réseau d’exilés basques au service des Alliés jusqu'à la fin de la guerre, puis de collaborer avec la CIA face au camp soviétique. Lâché par Washington, qui décide finalement de soutenir Franco à cause de la guerre froide, Aguirre meurt d'une crise cardiaque, à Paris, le 22 mars 1960, à l’âge de 56 ans. Sa dépouille fut transportée à Saint-Jean-de-Luz où il reposa une nuit dans la maison de Telésforo Monzón. Ses obsèques, impressionnantes, eurent lieu en l'église paroissiale de Saint-Jean-de-Luz et il est inhumé au cimetière ancien de Saint-Jean-de-Luz.
En mars 1980, au lendemain du référendum instituant le nouveau statut d'autonomie d'Euskadi et au soir des premières élections libres au Parlement basque, prenant ses fonctions, le Lehendakari Carlos Garaikoetxea, son successeur, rendait un vibrant et solennel hommage à Jose-Antonio Aguirre[Qui ?], là même où le héros de la liberté basque avait prêté serment quarante quatre ans auparavant.